# اچ‌ام‌سی‌اس نیپیگون (جی۱۵۴)
اچ‌ام‌سی‌اس نیپیگون (جی۱۵۴) (به انگلیسی: HMCS Nipigon (J154)) یک کشتی بود که طول آن ۱۸۰ فوت (۵۵ متر) بود. این کشتی در سال ۱۹۴۰ ساخته شد.